# 이와사와 분해
리 군 이론에서, 이와사와 분해([岩澤]分解, 영어: Iwasawa decomposition)는 그람-슈미트 과정을 반단순 리 군에 일반화하여, 리 군의 원소를 멱영 성분·가환 성분·콤팩트 성분으로 나누는 분해이다.:197–204

## 정의

### 리 대수의 이와사와 분해
다음이 주어졌다고 하자.
- 실수 반단순 리 대수 {\displaystyle {\mathfrak {g}}}
- {\displaystyle {\mathfrak {g}}}의 카르탕 대합 {\displaystyle \theta }

그렇다면, 이에 대한 카르탕 분해
{\displaystyle {\mathfrak {g}}={\mathfrak {k}}\oplus {\mathfrak {p}}}
를 정의할 수 있다. 여기서 {\displaystyle {\mathfrak {k}}}는 콤팩트 리 대수이며, {\displaystyle {\mathfrak {p}}}는 일반적으로 리 대수가 아닌 실수 벡터 공간이다.
{\displaystyle {\mathfrak {a}}\subset {\mathfrak {p}}}가 {\displaystyle {\mathfrak {p}}} 속의 (임의로 고른) 극대 가환 부분 리 대수라고 하자. 그렇다면 {\displaystyle {\mathfrak {a}}}에 기저를 잡아 기저에 임의의 순서를 가하고, {\displaystyle {\mathfrak {n}}}이 {\displaystyle ({\mathfrak {g}},{\mathfrak {a}})}의 제한근 가운데 양의 제한근에 대응하는 제한근 공간들의 직합이라고 하자. 그렇다면 다음과 같은, 실수 벡터 공간의 직합이 성립한다.
{\displaystyle {\mathfrak {g}}={\mathfrak {k}}\oplus {\mathfrak {a}}\oplus {\mathfrak {n}}}
이를 {\displaystyle {\mathfrak {g}}}의 이와사와 분해라고 한다.

### 리 군의 이와사와 분해
{\displaystyle G}가 연결 실수 반단순 리 군이라고 하자. 그렇다면 그 리 대수의 이와사와 분해 {\displaystyle {\mathfrak {g}}={\mathfrak {k}}\oplus {\mathfrak {a}}\oplus {\mathfrak {n}}}에 대응하여, 각각의 지수 사상의 상
{\displaystyle K=\exp({\mathfrak {k}})\subset G}
{\displaystyle A=\exp({\mathfrak {a}})\subset G}
{\displaystyle N=\exp({\mathfrak {n}})\subset G}
을 정의할 수 있다. 이 경우
- {\displaystyle K}는 콤팩트 반단순 리 군이며, {\displaystyle G}의 닫힌 부분군이자 최대 콤팩트 부분군이다. {\displaystyle G}의 중심을 포함한다.
- {\displaystyle A}는 단일 연결 아벨 리 군이며, {\displaystyle G}의 닫힌 부분군이다.
- {\displaystyle N}은 단일 연결 멱영 리 군이며, {\displaystyle G}의 닫힌 부분군이다.

그렇다면, 다음과 같은 미분 동형이 존재한다.:203, Theorem 29.3 (물론, 이는 일반적으로 군 준동형이 아니다.)
{\displaystyle K\times A\times N\to G}
따라서, 임의의 원소 {\displaystyle g\in G}를
{\displaystyle g=k(g)a(g)n(g)}
{\displaystyle k(g)\in K}
{\displaystyle a(g)\in A}
{\displaystyle n(g)\in N}
과 같이 분해시킬 수 있다. 이것이 리 군의 이와사와 분해이다.
만약 {\displaystyle G}가 연결 공간이 아닌 반단순 리 군인 경우, 만약 {\displaystyle G}의 중심이 유한군이라면 역시 이와사와 분해를 정의할 수 있다. 이 경우, {\displaystyle K}는 {\displaystyle G}의 (연결 공간이 아닌) 최대 콤팩트 부분군이다.
리 군 또는 리 대수의 실수 계수(영어: real rank)는 그 아벨 성분의 실수 차원이다.

## 성질
실수 반단순 리 대수 {\displaystyle {\mathfrak {g}}}의 이와사와 분해
{\displaystyle {\mathfrak {g}}={\mathfrak {k}}\oplus {\mathfrak {a}}\oplus {\mathfrak {n}}}
의 각 성분은 다음과 같은 성질을 갖는다.
- {\displaystyle {\mathfrak {k}}}는 콤팩트 리 대수이다. 즉, 그 킬링 형식은 음의 정부호이다.
- {\displaystyle {\mathfrak {a}}\subset {\mathfrak {p}}}는 가환 리 대수이다. 즉, {\displaystyle [{\mathfrak {a}},{\mathfrak {a}}]=0}이다.
- {\displaystyle {\mathfrak {n}}}은 멱영 리 대수이다. 즉, 충분히 큰 양의 정수 {\displaystyle n\in \mathbb {Z} ^{+}}에 대하여 {\displaystyle \overbrace {[{\mathfrak {n}},[{\mathfrak {n}},[\cdots [{\mathfrak {n}},{\mathfrak {n}}]\cdots ]} ^{n{\text{ times}}}=0}이다.

### 카르탕 분해와의 관계
반단순 리 대수 {\displaystyle {\mathfrak {g}}}의 카르탕 대합 {\displaystyle \theta }이 주어졌을 때, 카르탕 분해
{\displaystyle {\mathfrak {g}}={\mathfrak {k}}\oplus {\mathfrak {p}}}
를 정의할 수 있다. 이는 같은 {\displaystyle \theta }에 대한 이와사와 분해
{\displaystyle {\mathfrak {g}}={\mathfrak {k}}\oplus {\mathfrak {a}}\oplus {\mathfrak {n}}}
와 다음과 같은 관계를 갖는다.
- 카르탕 분해의 {\displaystyle {\mathfrak {k}}}는 이와사와 분해의 {\displaystyle {\mathfrak {k}}}와 같다.
- 카르탕 분해의 {\displaystyle {\mathfrak {p}}}는 이와사와 분해의 {\displaystyle {\mathfrak {a}}}를 극대 아벨 부분 대수로서 포함한다. (그러나 {\displaystyle {\mathfrak {n}}}은 일반적으로 {\displaystyle {\mathfrak {k}}}의 부분 대수도, {\displaystyle {\mathfrak {p}}}의 부분 대수도 아니다.)
- 카르탕 분해에서, {\displaystyle {\mathfrak {p}}}는 일반적으로 리 대수가 아니다. 반면 이와사와 대수의 {\displaystyle {\mathfrak {a}}}와 {\displaystyle {\mathfrak {n}}}은 둘 다 리 대수이다.
- 카르탕 분해에서, {\displaystyle {\mathfrak {k}}}와 {\displaystyle {\mathfrak {p}}}는 킬링 형식에 대하여 서로 직교이다. 이와사와 분해에서, {\displaystyle {\mathfrak {k}}}와 {\displaystyle {\mathfrak {a}}}는 킬링 형식에 대하여 서로 직교이지만, {\displaystyle {\mathfrak {n}}}은 {\displaystyle {\mathfrak {k}}} 및 {\displaystyle {\mathfrak {a}}}와 직교일 필요가 없다.

## 예
대표적인 리 군의 이와사와 분해는 다음과 같다.
| 군                                                                      | 콤팩트 성분 | 아벨 성분 | 멱영 성분 |
| ----------------------------------------------------------------------- | --- | --- | --- |
| 실수 일반선형군 {\displaystyle \operatorname {GL} (n,\mathbb {R} )}     | 직교군 {\displaystyle \operatorname {O} (n,\mathbb {R} )}                                                                                    | 양의 대각행렬군 {\displaystyle (\mathbb {R} ^{+})^{n}}                                                                                 | 대각 성분이 모두 1인 상삼각행렬군                                                                                         |
| 실수 특수선형군 {\displaystyle \operatorname {SL} (n,\mathbb {R} )}     | 특수직교군 {\displaystyle \operatorname {SO} (n,\mathbb {R} )}                                                                               | 행렬식이 1인 양의 대각행렬군 {\displaystyle (\mathbb {R} ^{+})^{n-1}}                                                                  | 대각 성분이 모두 1인 상삼각행렬군                                                                                         |
| 2×2 실수 특수선형군 {\displaystyle \operatorname {SL} (2,\mathbb {R} )} | {\displaystyle S^{1}\cong \left\{{\scriptstyle {\begin{pmatrix}\cos \theta &-\sin \theta \\\sin \theta &\cos \theta \end{pmatrix}}}\right\}} | {\displaystyle \mathbb {R} ^{+}\cong \left\{{\scriptstyle {\begin{pmatrix}a&0\\0&a^{-1}\end{pmatrix}}}\|y\in \mathbb {R} ^{+}\right\}} | {\displaystyle \mathbb {R} \cong \left\{{\scriptstyle {\begin{pmatrix}1&a\\0&1\end{pmatrix}}}\|a\in \mathbb {R} \right\}} |
| 복소 일반선형군 {\displaystyle \operatorname {GL} (n,\mathbb {C} )}     | 유니터리 군 {\displaystyle \operatorname {U} (n)}                                                                                            | 양의 대각행렬군 {\displaystyle (\mathbb {R} ^{+})^{n}}                                                                                 | 대각 성분이 모두 1인 복소 상삼각행렬군                                                                                    |
| 복소 특수선형군 {\displaystyle \operatorname {SL} (n,\mathbb {C} )}     | 유니터리 군 {\displaystyle \operatorname {SU} (n)}                                                                                           | 행렬식이 1인 양의 대각행렬군 {\displaystyle (\mathbb {R} ^{+})^{n-1}}                                                                  | 대각 성분이 모두 1인 복소 상삼각행렬군                                                                                    |
| 콤팩트 반단순 리 군 {\displaystyle G}                                   | {\displaystyle G} | 자명군 1 | 자명군 1 |

### 그람-슈미트 과정
일반선형군 {\displaystyle \operatorname {GL} (n,\mathbb {R} )}의 이와사와 분해는 사실상 그람-슈미트 과정과 동치이다. 벡터 공간 {\displaystyle V\cong \mathbb {R} ^{n}}의 기저 {\displaystyle \{v_{1},\dots ,v_{n}\}\subset V}가 주어졌다고 하자. 그렇다면 행렬
{\displaystyle B={\begin{pmatrix}v_{1}&v_{2}&\cdots &v_{n}\end{pmatrix}}\in \operatorname {GL} (V)\cong \operatorname {GL} (n,\mathbb {R} )}
을 정의할 수 있다. 이 경우, 그람-슈미트 과정을 거치면, 이를
{\displaystyle U^{-1}B=O}
의 꼴로 분해시키게 되는데, 여기서 {\displaystyle O}는 그람-슈미트 과정을 통해 얻은 정규 직교 기저를 나타내는 직교행렬이며, {\displaystyle U}는 정규 직교 기저로의 변환을 나타내는 상삼각행렬이다. 이 경우, {\displaystyle U}를 추가로 분해하여
{\displaystyle U_{0}^{-1}D^{-1}B=O}
로 놓자. 여기서 {\displaystyle U_{0}}은 {\displaystyle B}를 직교 기저로 놓기 위한, 대각 성분이 모두 1인 상삼각행렬이고, {\displaystyle D}는 직교 기저를 정규 직교 기저로 만들기 위한, 양의 성분을 가진 대각행렬이다. 즉,
{\displaystyle B=U_{0}DO}
가 되며, 이는 {\displaystyle \operatorname {GL} (n,\mathbb {R} )}의 이와사와 분해이다.

### 상반평면의 이와사와 분해
리 군 {\displaystyle \operatorname {SL} (2,\mathbb {R} )}의 이와사와 분해는 보형 형식의 이론에서 등장한다. 이 경우, 복소 상반평면
{\displaystyle \mathbb {H} =\{x+iy|x\in \mathbb {R} ,y\in \mathbb {R} ^{+}\}}
은 다음과 같은 잉여류 공간으로 나타내어진다.
{\displaystyle \mathbb {H} =\operatorname {SL} (2,\mathbb {R} )/\operatorname {SO} (2,\mathbb {R} )}
즉, 이는 {\displaystyle \operatorname {SL} (2,\mathbb {R} )}의 이와사와 분해 {\displaystyle \operatorname {SO} (2,\mathbb {R} )\times \mathbb {R} ^{+}\times \mathbb {R} }에서 콤팩트 성분을 버린 것이다. 즉, 구체적인 대응 관계는 다음과 같다.
{\displaystyle x+iy\mapsto \left({\scriptstyle {\begin{pmatrix}y^{1/2}&0\\0&y^{-1/2}\end{pmatrix}}},{\scriptstyle {\begin{pmatrix}1&x\\0&1\end{pmatrix}}}\right)}

## 역사
이와사와 겐키치가 1949년에 도입하였다.